# Чедомир Стойкович
Чедомир Стойкович (серб. Чедомир Стојковић / Čedomir Stojković; нар. 1982, Белград) — сербський юрист, активіст, політик, колишній директор Християнсько-демократичної партії Сербії, голова «Групи Жовтень» (з 2022 року). Виступає проти впливу РФ на Сербію і виступає за введення санкцій проти РФ. Один із постійних спікерів Форуму Вільних Держав Постросії (2022—2023).

## Біографія
Народився в 1982 році в Белграді, СР Сербія, СФР Югославія.
Закінчив юридичний факультет Белградського університету.
Був відомим членом і директором Християнсько-демократичної партії Сербії.
11 листопада 2013 року відкрив міжнародний студентський зліт SIM NATO, який зібрав у Белграді близько ста учасників із 50 країн світу. Тоді він заявив, що Сербія, як міст між Європою та Азією, має стати членом пакту НАТО. Мітинг зірвали ліві, які розгорнули антинатовські транспаранти.
Був адвокатом актора Браніслава Лечича після того, як Даніела Штайнфельд звинуватила його в зґвалтуванні. Він звинуватив Штайнфельд у монтажі запису розмови між нею та Лечичем.
Став відомий широкому загалу після агресії Росії проти України, коли його юридична фірма оголосила, що «самостійно ввела санкції проти РФ» і закликала сербську владу ввести санкції проти РФ. Його адвокатська контора порушила кримінальну справу проти учасників проросійського мітингу в Белграді. Він і політик Ненад Чанак відвідали Україну.
Організовував у Белграді акції протесту проти російської агресії проти України. Юридично представляє українських біженців і російських емігрантів у Белграді.
У листопаді 2022 року заснував Об'єднання громадян «Група Жовтень». У повідомленні йдеться, що метою організації є боротьба з режимом Володимира Путіна в Сербії. Координується «командою з ідентифікації агентів Путіна в Республіці Сербія», до списку якої входять численні політичні та громадські діячі, такі як Александар Вулін, Воїслав Шешель, Міломір Марич, Вук Єремич і Слободан Антонич. Заявив що ПВК Вагнера вербувала сербських громадян для війни в Україні.

## Скандали
16 серпня 2014 року його затримали у Валєво після того, як його зупинила ДАІ, коли він повертався з весілля, і він відмовився пройти тест на алкотестер і вийти з машини. При цьому він образив міліціонера. Суддя засудив Стойковича до штрафу в розмірі 95 000 динарів, 11-місячної заборони водіння і 20 штрафних балів, а поліція Валєво подала проти нього кримінальну справу за образу та перешкоджання поліцейським.